# Kim Jung-gil
Kim Jung-gil  (en hangul, 김정길; romanización revisada, Gim Jeonggil), nacido el 28 de mayo de 1986) es un jugador de tenis de mesa surcoreano.

## Biografía
Sufrió una lesión debilitante mientras montaba una bicicleta de montaña en 2004. Comenzó a jugar tenis de mesa dos años después.

## Carrera
Ganó una medalla de plata en los Juegos Paralímpicos de verano de 2012 y oro en Río de Janeiro 016, ambos en el evento de equipo de Clase 4–5.